# У шоу тільки дівчата
У шоу тільки дівчата (англ. Connie and Carla) — американський художній фільм режисера Майкла Лембека.

## Сюжет
Не зовсім щасливі артистки вар'єте Конні і Карла зовсім випадково стали мимовільними свідками вбивства, яке було абсолютно мафією. Тепер подруги повинні тікати з рідного міста Чикаго і ховатися в чужому Лос-Анджелесі, де вони влаштувалися працювати в один гей-клуб, видаючи себе за геїв в жіночих образах. Шоу подруг швидко стає популярним, і приховувати свою таємницю стає все складніше. Ну, а головних героїнь шукає не тільки мафія, але й їхні колишні хлопці - Ел і Майки. У той час, Конні закохується в Джеффа - натурала, який намагається налагодити стосунки зі своїм рідним братом Робертом.
Слоган фільму:	«Girls will be boys will be girls.»

## У головних ролях
- Ніа Вардалос
- Тоні Коллетт
- Девід Духовни
- Стівен Спінелла
- Алек Мапа
- Кріс Логан
- Роберт Кайзер
- Іен Гомес
- Роберт Джон Берк
- Нік Сендоу
- Деш Майок